# Dobry Tygodnik Sądecki
Dobry Tygodnik Sądecki – sądecki bezpłatny tygodnik ukazujący się od 1 października 2010 roku. Tytuł wydawany przez Wydawnictwo DOBRE sp. z o.o.
Do 2016 roku pismo kolportowane było przez Sądecką Pocztę Rowerową Wiesława Wcześnego, przewodnika Polskiego Towarzystwa Tatrzańskiego.
Od 2017 roku wydanie tradycyjne "Dobrego Tygodnika Sądeckiego" uzupełnia portal informacyjny Wydawnictwa Dobre - dts24, w którym oprócz wersji elektronicznej tygodnika można znaleźć codzienne informacje z powiatów nowosądeckiego, gorlickiego i limanowskiego.

## Autorzy
W "Dobrym Tygodniku Sądeckim" i w dts24 publikowali m.in.: Wojciech Molendowicz (od 2010 red.nacz.), Katarzyna Gajdosz - Krzak (od 2012 do 2015 z-ca red.nacz.), Jolanta Bugajska (od 2015 z-ca red.nacz.), Iwona Kamieńska (od 2017 z-ca.red.nacz), Jerzy Wideł, Jerzy Leśniak, Rafał Matyja, Rafał Kamieński, Agnieszka Małecka, Tatiana Biela, Kinga Nikiel-Bielak, Natalia Sekuła, Klaudia Kulak, Jacek Bugajski, Jerzy Cebula, Remigiusz Szurek, Krzysztof Rosłoński, Dawid Kulig, Gabriela Wolińska. Fotoreporterzy: Adrian Maraś, Arbresha Goranci.